# Ana Acuña
Ana Laura Acuña Insfrán (født 5. maj 1994) er en paraguayansk håndboldspiller. Hun spiller for Nueva Estrella og det paraguayanske landshold.
Hun repræsenterede Paraguay ved verdensmesterskabet i håndbold for kvinder i 2013 i Serbien, hvor det paraguayske hold placerede sig som nr. 21.